# Nenad Čanak (cestista)
Nenad Čanak (in serbo Ненaд Чaнaк?; Zagabria, 24 aprile 1976) è un ex cestista e allenatore di pallacanestro serbo.

## Palmarès

### Giocatore
- YUBA liga: 2

Partizan Belgrado: 2001-02, 2002-03
- Coppa di Jugoslavia: 3

Partizan Belgrado: 1994, 2000, 2002
- Coppa di Germania: 1

Alba Berlino: 2006
- Coppa di Bulgaria: 1

Academic Sofia: 2008

### Allenatore
- Coppa di Serbia: 1

Partizan Belgrado: 2018